# José Ríos Silva
José Ríos Silva, contador público y agricultor mexicano. Apodado popularmente como: “Pepe Ríos”  es presidente municipal de San Fernando, perteneciente a Tamaulipas por coalición “Por un México al frente” por el partido político Partido Acción Nacional (PAN).
Se postuló para candidato a presidente municipal de San Fernando, Tamaulipas en 2016, y en 2018 se reeligió y fue elegido por segunda vez para concluir su mandato de manera oficial en 2021.